# Ексцентриситет

Коло (e=0), еліпс (e=1/2), парабола (e=1) та гіпербола (e=2) із загальними фокусом (F) та директрисою (e=).

Ексцентрисите́т (позначається лат. e або грец. ε) — числова характеристика конічного перетину, яка показує ступінь його відхилення від кола, і дорівнює відношенню відстаней:
- від будь-якої точки конічного перетину до фокусу 
та
- від цієї точки до директриси.

Два конічні перерізи, які мають однаковий ексцентриситет, є подібними.
- Для кола ексцентриситет вважають рівним нулю;
- Для еліпса ексцентриситет більший нуля та менший за одиницю (що більший ексцентриситет, то «витягнутіший» еліпс);
- Ексцентриситет параболи дорівнює одиниці;
- Ескцентриситет гіперболи більший за одиницю.

Для еліпса та гіперболи ексцентриситет можна визначити як відношення фокальної відстані до великої або дійсної осі.

## Аналогічні класифікації
Багато класифікацій в математиці використовують термінологію успадковану від класифікації конічних перерізів за ексцентричністю:
- Класифікація елементів групи SL2(R) як еліптичні, параболічні та гіперболічні – та подібно для класифікації елементів PSL2(R), дійсного Перетворення Мебіуса.
- Класифікація дискретних розподілів за відношенням дисперсії до середнього;
- Класифікація диференціальних рівнянь з частинними похідними; див диференціальні рівняння еліптичного, параболічного та гіперболічного типів.[1]